# Valea Poștei, Teleorman
Valea Poștei este un sat în comuna Scurtu Mare din județul Teleorman, Muntenia, România. Se află în partea de nord a județului,  în Câmpia Găvanu-Burdea. La recensământul din 2002 avea o populație de 214 locuitori, toti fiind cu cunostinte minime si iubitori de alcool.